# Ржевка (аэропорт)
Аэропорт Ржевка — недействующий аэропорт местных воздушных линий Санкт-Петербурга. До 1945 года носил название «Смольная», с 1945 по 1976 год «Смольное».
Располагается в посёлке Ковалёво Всеволожского района Ленинградской области, в 16 км к северо-востоку от центра Санкт-Петербурга.
Аэродром 4 класса «Ржевка» принимал самолёты Як-40, Ан-2, Ан-24, Ан-26, Ан-28, Ан-30, Ан-32, L-410 и вертолёты Ми-2, Ми-8, Ка-26 и Ка-32.
Аэропорт был предназначен для пассажирских (в Петрозаводск, Сортавалу и другие города), грузовых и деловых перевозок, парашютных прыжков (Балтийский аэроклуб), поисково-спасательных работ, учебно-тренировочной, любительской, аэрофотосъёмочной и санитарной авиации.

## История

### Блокада Ленинграда
После того как военные аэродромы, на которых до Великой Отечественной войны базировались самолёты советских ВВС, оказались на захваченной немецко-фашистскими войсками территории, в осаждённом городе остро встала проблема нехватки площадок для приземления и обслуживания военной авиации.
Аэродром был построен в 1941 году как военный аэродром, на котором базировались советские истребители. В те годы он имел наименование «Смольное» (по названию близлежащей деревни Смольная, происоединённой позднее к посёлку Ковалёво) и играл важную роль в обороне Ленинграда.
Строительство полевого аэродрома «Смольное» было начато 9 сентября 1941 года. На совхозном поле деревни Смольное была построена взлетно-посадочная полоса и вырыты капониры для укрытия самолётов. Были построены землянки для складов горючего, боеприпасов, оборудования и аэродромных машин. Службы аэродрома размещались в соседних деревнях Смольное и Ковалёво.
Аэродром «Смольное» был главной базой транспортной авиации, снабжавшей Ленинград продовольствием и медикаментами. Здесь также базировались истребители сопровождения транспортной авиации.
Большое значение имела маскировка аэродрома. Взлетно-посадочную полосу закрывали деревьями и кустами, которые были установлены на специальных поддонах. Во время взлета и посадки самолётов поддоны убирали. Между вылетами самолёты прятали в лесополосах и укрывали ветками. Рядом с аэродромом «Смольное» построили бутафорский аэродром с макетами самолётов в натуральную величину. Ни одна бомба не попала в настоящий аэродром.
Ежедневно на аэродром «Смольное» приземлялось до 70 транспортных самолётов.
Во время блокады Ленинграда посредством авиабазы «Смольное» был налажен воздушный мост, связывающий Ленинград с Большой землёй: по нему в город было доставлено свыше 5000 т продовольствия, 138 т почты, десятки тонн медикаментов. Обратными рейсами вывезли более 50 тысяч ленинградцев — детей, раненых, высококвалифицированных рабочих, провели операцию по эвакуации Кировского, Ижорского и Металлического заводов. В помощь фронту из блокадного Ленинграда было отправлено более тысячи орудий и минометов и более 50 тысяч снарядов и мин.

### Послевоенное время
В 1950-е — 1970-е годы аэропорт широко использовался для пассажирских и грузовых перевозок.
В 1976 году аэропорт «Смольное» получил новое название «Ржевка».
В 1978 году введён в строй новый аэровокзал с пропускной способностью 250 пассажиров в час.
В 1980 году регулярные пассажирские перевозки в аэропорту были прекращены. Дальние рейсы переведены в Пулково. Ежедневные многочисленные рейсы малой авиации по Ленинградской области — ликвидированы.
С середины 1980-х годов «Ржевка» начала специализироваться на авиационных работах (авиационно-химических, аэрофотосъёмочных и научных полётах). На аэродроме проводилось обучение лётного состава как от аэроклубов, так и от Академии гражданской авиации; были выпущены сотни лётчиков. Здесь располагалась Региональная поисково-спасательная база, спасателями которой со льдов Ладожского озера были спасены тысячи человек. Проводилось патрулирование газо- и нефтепровода, велась аэрофотосъёмка и лесоавиационные работы.
В 1990-е годы в аэропорту выполнялось регулярное региональное пассажирское сообщение, в том числе рейс авиакомпании «Белавиа» Минск — Санкт-Петербург — Петрозаводск. Оставаясь объединённым авиаотрядом (2-й ЛОАО ЛУГА), Ржевка имела два собственных Ан-26, на которых выполнялись чартерные грузовые перевозки.
В 2000-е годы Ржевка являлась центром деловой авиации на Северо-Западе, на аэродроме базировались аэроклубы «Невский» и «Балтийский», авиакомпании «Баркол», «Роснефтьбалтика» и «Корпоративные вертолёты Северо-Запада».

### Современность
С распадом СССР аэропорт был приватизирован и практически прекратил свою работу. В 2003 году ФГУП «Ржевка» было обанкрочено, имущество предприятия приобрели структуры ЗАО «Петербургская топливная компания». Первоначально объявлялось, что ЗАО «Петербургская топливная компания» инвестирует 100 млн долларов в создание аэропорта бизнес-класса. Имелась также информация, что район аэропорта может быть использован под застройку жилого комплекса.
В 2006 году собственником было принято окончательное решение о закрытии аэропорта. После этого аэродром использовался в качестве посадочной площадки для малой авиации, официальное название — «Ковалёво».
В 2009 году взлетно-посадочные полосы аэродрома использовались лишь в качестве автостоянки для новых автомобилей местными автодилерами. В дальнейшем территорию планировалось использовать как офисную и складскую
По данным газеты «Московский Комсомолец», аэропорт был отдан под автостоянку для хранения автомобилей дистрибьютора концерна «Пежо — Ситроен», которые из-за кризиса[какого?] почти перестали покупать.
В апреле 2014 году строительная группа «ЛСР» объявила о застройке территории аэропорта Ржевка жилыми домами общей площадью 1 млн м². Строительство должно было начаться в 2016 году.
В декабре 2014 года «ЛСР» отказалось от планов застройки территории на неопределенный срок и аэропорт взяла в аренду компания «Хели-Драйв» (крупная вертолётная авиакомпания Санкт-Петербурга) для развития своего нового направления — выполнения полётов на самолётах.
Восстановлен в 2015 году как посадочная площадка, зарегистрирован в СЗ МТУ Росавиации 29 января 2015 года. Принимала воздушные суда массой до 13,5 тонн. Компания «Хели-Драйв» не продлила договор аренды и в 2016 году посадочная площадка прекратила работу.
С сентября 2022 года на территории бывшего аэродрома началось строительство крупного проекта квартальной застройки «ЛСР. Ржевский парк».